# Jagerski Vrh
Il monte Jagerski Vrh con 1.312 m s.l.m. è una montagna delle Pohorje nelle Prealpi Slovene nord-orientali. Si trova nella regione dell'Oltredrava in Slovenia nel comune di Slovenska Bistrica.